# Artelida cribata
Artelida cribata är en skalbaggsart som beskrevs av Antonio Vives 2003. Artelida cribata ingår i släktet Artelida och familjen långhorningar.
Artens utbredningsområde är Madagaskar. Inga underarter finns listade.